# De reis naar het westen

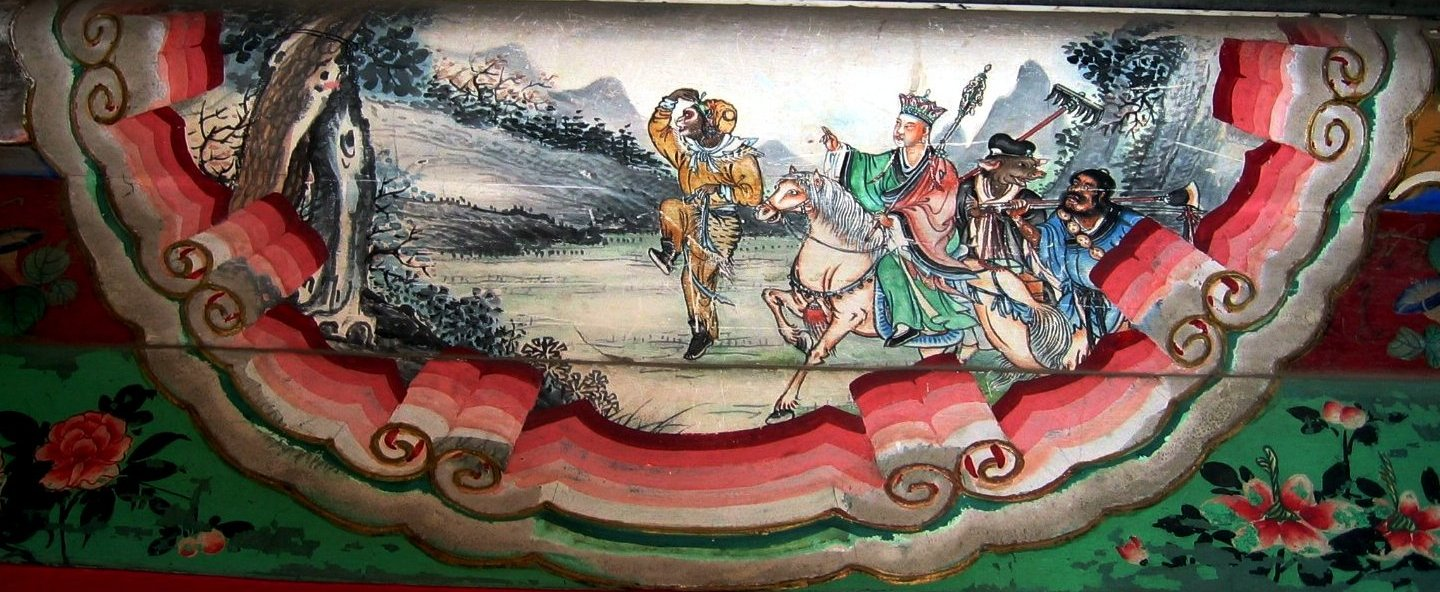
De vier helden uit het verhaal. Van links naar rechts: Sūn Wùkōng, Xuánzàng, Zhū Bājiè, en Shā Wùjìng.

De reis naar het westen is een van de vier klassieke romans van de Chinese literatuur. De roman werd oorspronkelijk gepubliceerd in de jaren 90 van de 16e eeuw, tijdens de Ming-dynastie. Hoewel er geen directe bewijzen voor zijn, wordt de roman vaak toegeschreven aan Wu Cheng'en.
In de Westerse wereld staat het verhaal ook bekend als simpelweg Monkey. Deze titel werd gebruikt voor een populaire vertaling van het verhaal door Arthur Waley. De versie van Waley is ook uitgebracht onder titels als Adventures of the Monkey God, Monkey: [A] Folk Novel of China, en The Adventures of Monkey.

## Achtergrond
De roman bevat een fictieve vertelling van de legende over de boeddhistische monnik Xuánzàng's, die tijdens de Tang-dynastie een pelgrimstocht naar India zou hebben gemaakt om religieuze boeddhistische teksten genaamd soetra’s te bemachtigen. In de roman wordt deze taak door Gautama Boeddha gegeven aan de monnik. Xuánzàng krijgt drie helpers mee, die hem gedurende de reis tegen meerdere gevaren moeten beschermen als boetedoening voor zonden die ze elk in het verleden hebben begaan. Deze handlangers zijn Sūn Wùkōng (alias “de apenkoning”), Zhū Bājiè en Shā Wùjìng. Verder krijgt Xuánzàng hulp van een drakenprins, die de gedaante van een paard aanneemt zodat Xuánzàng op hem kan rijden.
Volgens sommige geleerden zou het verhaal bedoeld zijn als satire op de Chinese overheid van die tijd. De reis naar het westen heeft een grote achtergrond in Chinees volksgeloof, Chinese mythologie en het pantheon van daoïstische onsterfelijken.
Een verklaring voor de populariteit van de roman is dat het op verschillende manieren kan worden opgevat. Het is een avonturenverhaal, een werk dat inzicht geeft in het spiritualisme, en een allegorie voor de reis naar verlichting.

## Auteur
Over het algemeen wordt aangenomen dat Wu Cheng'en De reis naar het westen heeft geschreven in de 16e eeuw, maar dat hij het werk anoniem publiceerde. Destijds was het de gewoonte om te schrijven in klassiek Chinees, en min of meer werken uit de Tang-dynastie en Han-dynastie te imiteren. Wu liet zich sterk inspireren door volksverhalen die hij als kind had gehoord, en besloot tegen de traditie in zijn verhaal te schrijven in de alledaagse taal die door het gewone volk werd gebruikt. Hij publiceerde het werk anoniem omdat destijds een dergelijk werk zijn reputatie zwaar kon schaden.
Gedurende bijna drie eeuwen werd de roman toegeschreven aan een andere man, een daoïstische priester genaamd Qiu Chuji. Alleen de inwoners van het dorp waar Wu had gewoond wezen hem vanaf het begin aan als de schrijver. Al sinds 1625 hielden ze documenten bij die dit ondersteunden. Daarmee is De reis naar het westen de eerste Chinese roman waarvan schriftelijk is vastgelegd wie de auteur is.
Desondanks twijfelen sommige geleerden nog steeds aan het feit of Wu wel de echte auteur is van de roman. Ook is het niet bekend of de auteur van de roman het hele verhaal werkelijk zelf bedacht heeft, of dat hij elementen uit reeds bestaande volksverhalen bij elkaar heeft geraapt en daar zelf wat extra dingen bij heeft verzonnen.

## Inhoud
De roman telt 100 hoofdstukken, welke verdeeld kunnen worden over vier afzonderlijke stukken.
Het eerste deel omvat hoofdstukken 1 t/m 7, en is in feite een interne prequel op de rest van het verhaal. Hierin wordt de geschiedenis van Sūn Wùkōng uitgediept. Hij is een aap die wordt geboren uit een steen die wordt gevoed door de vijf elementen. Hij leert de kunst van de Tao, 72 verschillende gedaanteveranderingen, meerdere magische trucs en vechtkunsten, en het geheim van onsterfelijkheid. Hij bouwt al snel een reputatie op als de Qítiān Dàshèng, of "Grote Wijze Gelijk aan de Hemel". Zijn krachten overtreffen na een tijdje zelfs die van de Oostelijke heiligen, en Sūn Wùkōng begint een opstand tegen de hemel. Uiteindelijk blijkt hybris zijn ondergang te worden, en hij wordt door Boeddha gedurende 500 jaar opgesloten onder een berg.

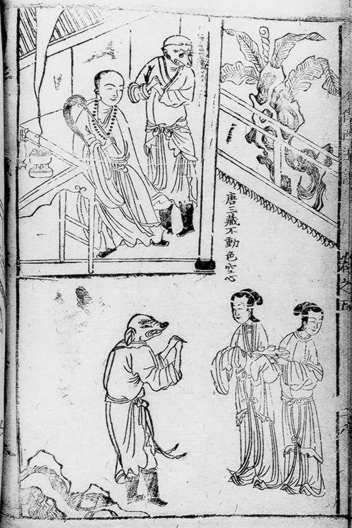
18e-eeuwse Chinese illustratie van een scène uit De reis naar het westen

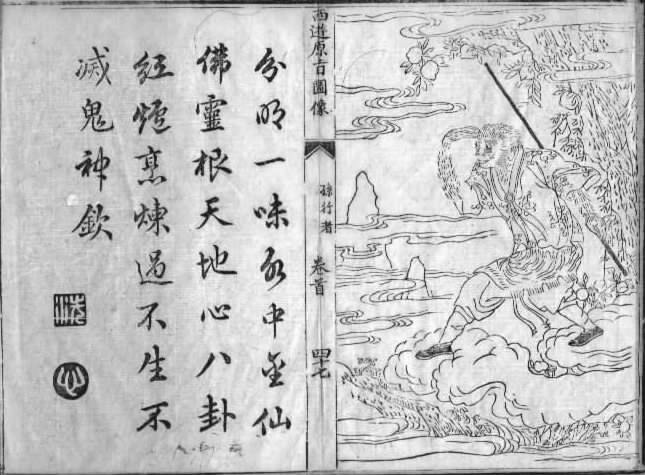
Een geïllustreerde versie van het verhaal.

Het tweede deel omvat hoofdstukken 8 t/m 12, en introduceert het centrale personage uit het verhaal: Xuánzàng. Ook zijn geschiedenis wordt uitgediept. Zo krijgt men een korte biografie van zijn leven te lezen, en de reden van zijn reis. Ontzet over het feit dat het Zuiden enkel hebzucht, zonde, hedonisme en promiscuïteit kent, geeft de Boeddha de Bodhisattva Guanyin de opdracht om in China te zoeken naar iemand die de soetra’s van " Superioriteit en overtuiging van goede wil" terug kan brengen naar het Oosten. Uiteindelijk krijgt Xuánzàng deze opdracht toegewezen door de Keizer van China (aan wie ook een paar hoofdstukken gewijd zijn. Zo wordt er een vermelding gemaakt van zijn reis door de onderwereld en terugkeer naar de levenden).
Het derde gedeelte van het boek is tevens het langste. Het beslaat hoofdstuk 13 t/m 99. Dit gedeelte is het hoofdverhaal, waarin de reis van Xuánzàng en zijn helpers wordt omschreven. Het begint met dat Xuánzàng een voor een zijn helpers ontmoet, die door Guānyīn worden aangespoord zich bij Xuánzàng aan te sluiten als goedmaker voor hun fouten uit het verleden:
- De eerste is Sun Wukong, die net bevrijd is van zijn opsluiting. Hij is de meest intelligente maar ook meest gewelddadige van de vier. Hij kan enkel in toom worden gehouden door een magische gouden band die door de Bodhisattva om zijn hoofd is geplaatst, en die bij hem hevige pijn veroorzaakt als Xuánzàng een magisch woord zegt.
- De tweede is Zhu Bajie, een humanoïde varken en commandant van de Hemelse Marine. Hij is verbannen naar het rijk der stervelingen omdat hij flirtte met de Godin van de Maan, Chang'e. Hij wordt continu geplaagd door een onstilbare honger naar zowel voedsel als seks. Hij probeert tevens onder zijn taken uit te komen, maar wordt altijd in het gareel gehouden door Sūn Wùkōng.
- De derde is Sha Wujing, een rivieroger die naar het rijk der stervelingen is verbannen omdat hij de kristallen beker van de Heilige Koningin-moeder heeft gebroken. Hij is erg stil, maar wel betrouwbaar en dient als serieuze tegenpool voor Sūn en Zhū.
- De vierde is Yùlóng Sāntàizǐ, de derde prins van de drakenkoning. Wanneer de groep hem ontmoet, staat hij op het punt om geëxecuteerd te worden voor het feit dat hij de grote parel van zijn vader in brand heeft gestoken. In vrijwel het gehele verhaal heeft hij de gedaante aangenomen van een paard waar Xuánzàng op kan rijden.

Het gezelschap kan de soetra’s vinden op de Gierenpiek in India, maar de reis daarnaartoe wordt lastiger gemaakt door vele tegenstanders en andere problemen die ze onderweg tegenkomen, alsmede een onderling conflict tussen Xuánzàng’ handlangers. De meeste tegenstanders waar de groep mee te maken krijgt zijn fantasiewezens zoals demonen, gobelins en ogres. Het verhaal speelt zich grotendeels af op de dunbevolkte landen langs de zijderoute tussen China en India, zoals Sinkiang, Turkestan en Afghanistan. De omschrijvingen van hoe deze landen eruitzien is echter grotendeels fictief. Meerdere malen wordt gesuggereerd dat de gevaren die de groep tegenkomt allemaal zijn veroorzaakt door het lot en/of Boeddha. Dit omdat geen van de leden van de groep ooit serieus gewond raakt, ondanks de grote aantallen tegenstanders die ze moeten bevechten. Gedurende vrijwel het hele verslag van de reis volgt het verhaal een episodische structuur van elk 1 tot 4 hoofdstukken, waarin Xuánzàng telkens wordt gevangen of de groep een ander obstakel tegenkomt, waarna zijn handlangers een listige (en vaak gewelddadige) manier moeten vinden om dit probleem te overwinnen.
Na een tocht van 14 jaar bereikt de groep eindelijk hun doel, alwaar Xuánzàng de geschriften krijgt van Boeddha.
Hoofdstuk 100 vormt in zijn eentje het vierde deel van het verhaal, en omschrijft de terugreis van de groep naar het Tángkeizerrijk. Na hun terugkeer krijgen alle reizigers een beloning voor hun tocht. Sūn Wùkōng en Xuánzàng worden zelf Boeddha’s, Wùjìng wordt een Arahant, de draak een Naga en Bājiè, wiens goede daden altijd worden verhinderd door zijn hebzucht, wordt benoemd tot altaar-schoonmaker (wat inhoudt dat hij zich te goed mag doen aan het overtollige voedsel dat geofferd wordt op het altaar).

## Bewerkingen
De reis naar het westen is meerdere malen bewerkt voor onder andere theater, televisie en film. Een overzicht:

### Toneel
- Aap verslaat de knekelgeest: een opera van Peter Schat die op 17 juni 1980 in première ging in een tent achter het landgoed ‘Frankendael’ te Amsterdam. Het was een productie in het kader van het Holland Festival. De regie was in handen van Annemarie Prins en het decor- en kostuumontwerp van Floris Guntenaar.
- Journey to the West: The Musical: een musical die in première ging op het New York Musical Theatre Festival op 25 september 2006.
- Monkey: Journey to the West: een musical bedacht door Chen Shi-zheng, Damon Albarn en Jamie Hewlett. Ging in première in juni 2008.
- The Monkey King: een productie van de Children's Theater Company in Minneapolis, MN in 2005.

Maart 2012.
- AAP! - de reis naar het westen Greg en Baud producties in samenwerking met Picasso Lyceum Schooltoneel

### Film
- Monkey Goes West (1966), geproduceerd door Shaw Brothers.
- Princess Iron Fan (Tie shan gong zhu) (1966), een vervolg op Monkey Goes West.[4] Geregisseerd door Ho Meng-Hua.
- Cave of the Silken Web (1967), de volgende film in de reeks, geregisseerd door Ho Meng-Hua.
- The Land of Many Perfumes (1968), de vierde film in de reeks van Shaw Brothers' films over De reis naar het westen.
- A Chinese Odyssey (1995), een komedie, losjes gebaseerd op de roman.
- Heavenly Legend (1998), een film van Tai Seng Entertainment, deels gebaseerd op de roman.
- The Lost Empire (2001), een vervolg op Reis naar het westen dat zich in het heden afspeelt.
- A Chinese Tall Story (2005), live-actionfilm met Nicholas Tse als Xuánzàng.
- The Forbidden Kingdom (2008), live-actionfilm met Jackie Chan en Jet Li.
- The Monkey King (2012), met Donnie Yen en Chow Yun-fat
- Journey to the West (?), een geplande live-actionverfilming van de roman met Stephen Chow en Kitty Zhang Yuq in de hoofdrol.

### Live-actiontelevisieseries
- Saiyūki (televisieserie uit 1978) (1978–1980), een Japanse televisieserie. Uitgezonden op de BBC en in Australië als Monkey.
- Journey to the West, een televisieserie van CCTV. Volgt nauwkeurig de verhaallijn uit het boek.
- Journey to the West (1994), een serie geproduceerd door Nippon TV.
- Journey to the West (1996), geproduceerd door de Hongkongse studio TVB.
- Journey to the West II (1998), het vervolg op TVB's Journey to the West-serie.
- The Monkey King (2001), een miniserie uit 2001, ook bekend als The Lost Empire.
- The Monkey King: Quest for the Sutra (2002), een losse bewerking van de roman, met Dicky Cheung in de hoofdrol.
- Saiyūki (2006), een Japanse serie van Fuji Television.
- Journey to the West (2011), een Chinese serie van regisseur Zhang Jizhong.
- Hwayugi or A Korean Odessy (2018), een Netflix serie uit Korea.

### Animatie
- Saiyūki (film), een van de eerste animefilms geproduceerd door Toei Animation. Bevat een hervertelling van de roman. In het Engels uitgebracht als Alakazam the Great.
- De personages uit de roman werden gebruikt voor een twee minuten durend openingsfilmpje van de Olympische Zomerspelen 2008 in Peking.
- Gensōmaden Saiyūki, een manga en animeserie gebaseerd op de roman.
- Havoc in Heaven, een animatiefilm uit China, door Shanghai Animation Film Studio.
- Monkey Typhoon, een manga- en animeserie.
- Starzinger, een Japanse sciencefictionachtige bewerking van de roman. In het westen is reeks in meerdere talen gedubt.
- The Monkey King, een manga gebaseerd op de roman.
- De manga en anime Dragon Ball begon oorspronkelijk als bewerking van De reis naar het westen, met Goku als Sūn Wùkōng. Later ging het verhaal een andere richting op.

### Computerspel
- Black Myth: Wukong, een computerspel uit 2024 van de Chinese spelstudio Game Science.

## Nederlandse vertalingen
- Monkie, een Chinese legende (1950)
  - Vertaald door H. Foeken
  - Vanuit de Engelse vertaling van Arthur Waley
  - Geïllustreerd door Georgette Boner
  - Uitgegeven door Uitgeverij Contact
- De legende van koning aap (1979)
  - Vertaald door C.M. van Eelen
  - Uitgegeven door Uitgeverij Karnak

- Aap (1987)
  - Navertelling van een klassieke Chinese roman uit de 16e eeuw door Janwillem van de Wetering

- De zoektocht van de Apenkoning (1999)
  - Vertaald door Sander Hendriks
  - Uitgegeven in Het Trage Vuur 8 (september 1999), pp. 2-19
- Aap (2002)
  - Vertaald door Monique de Vré
  - Vanuit de Engelstalige navertelde versie door David Kherdian
  - Uitgegeven door Uitgeverij Wereldbibliotheek.
- Reis naar het westen, boek I (2016) en Reis naar het westen, boek II (2017) en Reis naar het westen, boek III (2021)

  - Verhaal opgesplitst in vijf delen
  - Uitgegeven door Uitgeverij Qilin
- Reis naar het Westen: De Apenkoning (2018)
  - Vertaald door Paulien De Roos
  - Zeer verkorte vertaling van de eerste zeven hoofdstukken met illustraties en voetnoten
  - Gepubliceerd op de website van KU Leuven